# Plataplochilus mimus
Plataplochilus mimus är en fiskart som beskrevs av Lambert, 1967. Plataplochilus mimus ingår i släktet Plataplochilus och familjen Poeciliidae. Inga underarter finns listade i Catalogue of Life.